# 三色同盟
三色同盟（red-green-brown alliance）は、共産主義（赤）、イスラム教または環境保護団体（緑）、ナチズムまたはファシズム（茶色）の三者が、同盟関係にある、という認識による用語。この用語はしばしば、異なる集団や運動が、反米または反西洋的な価値観において広義には共通している、との趣旨で使われている。

## 概要
この語は、2002年4月21日にフランスの保守派評論家のアレクサンドル・デル・ヴァル（Alexandre del Valle）がフィガロ新聞に載せた文章「une alliance idéologique ... rouge-brun-vert」に始まった。
後にフランス・ユダヤ人団体代表評議会（CRIF）の会長ロジェル・キュキエルマン（Roger Cukierman）がこの語を用い、 2003年1月27・28日のル・モンド紙で報道されて世間に広まった。米国には2003年頃からブログやネットニュースで伝わり緑色にイスラム教の意味が加わった。